# Copaiva
Copaiva là một chi thực vật có hoa trong họ Đậu.